# Verrucosa lampra
Verrucosa lampra is een spinnensoort uit de familie van de wielwebspinnen (Araneidae).
De wetenschappelijke naam van de soort werd in 1948 als Epeiroides lamprus gepubliceerd door Benedicto Abílio Monteiro Soares en Hélio Ferraz de Almeida Camargo.